# Belisama

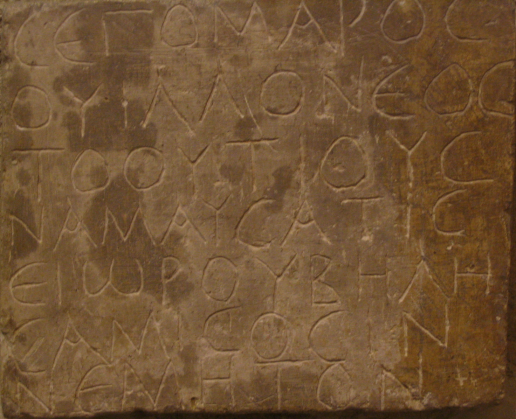
Weihinschrift des Segomaros

Belisama ist eine keltische Handwerks-Göttin. In der Interpretatio Romana wird sie mit der römischen Minerva gleichgesetzt.

## Etymologie und Mythologie
Der Name Belisama bedeutet „die Leuchtendste“, „die Strahlendste“. Belisama wurde in Gallien und Britannien verehrt und war mit Seen und Flüssen, Handwerk und Künsten, Feuer und Licht verbunden. Sie war möglicherweise die Gefährtin des Belenos, die beiden Namen haben dieselben Wurzeln.
Eine lateinische Inschrift aus Pont de Saint-Liziers im Département Ariège, dem antiken Consoranni, lautet:
Minervae / Belisamae / sacrum / Q(uintus) Valerius / Montan[us] / [e]x v[oto?]
Eine weitere Inschrift in gallischer Sprache, die bei Vaison-la-Romaine (Département Vaucluse) gefunden wurde, zeigt an, dass ihr ein Heiligtum (Nemeton) geweiht war:
СΕΓΟΜΑΡΟС/ ΟΥΙΛΛΟΝΕΟС/ ΤΟΟΥΤΙΟΥС/ ΝΑΜΑΥСΑΤΙС/ ΕΙѠΡΟΥ ΒΗΛΗ/СΑΜΙ СΟСΙΝ/ ΝΕΜΗΤΟΝ
Segomaros Ouilloneos tooutious Namausatis eiōrou Bēlēsami sosin nemēton
„Segomaros Villoneos, Bürger von Nîmes, weihte der Belisama dieses Heiligtum“
Auf der Karte Britanniens von Ptolemäus erscheint eine Flussmündung mit dem Namen Belisama (Βελίσαμα), womit entweder die Mündung des Ribble oder des Mersey gemeint ist.
Belisama ist heute noch in den französischen Ortsnamen Belesmes, Blesmes und Blismes zu finden.